# Sjómannadagurinn
Unter der Bezeichnung Sjómannadagurinn wird in Island ein Feiertag zu Ehren der Seeleute begangen. Er fällt alljährlich auf den ersten Sonntag im Juni oder, sofern dieser Termin auf den Pfingstsonntag fallen würde, auf den darauffolgenden Sonntag. Für diesen Ehrentag ist Beflaggung vorgeschrieben.

## Gesetzliche Bestimmungen
Sjómannadagurinn besitzt zwar nicht den Status eines allgemeinen gesetzlichen Feiertags, allerdings werden per Gesetz vom 26. März 1987 bestimmte Regelungen für die Seefahrt festgelegt: Der Tag ist arbeitsfrei für Schiffspersonal, ausgenommen sind der Fährverkehr zu Inseln, Schiffe der isländische Küstenwache sowie isländische Passagierschiffe, die zwischen Island und anderen Staaten verkehren. Passagierschiffe, die einen isländischen Hafen bis 12 Uhr des vorausgegangenen Samstags nicht verlassen haben, dürfen diesen erst am darauffolgenden Montagmittag um 12 Uhr wieder verlassen. Fischereischiffe müssen sich in diesem Zeitraum in einem Hafen aufhalten.

## Brauchtum
Erstmals wurde Sjómannadagurinn am 6. Juni 1938 in Reykjavík begangen. Der Ehrentag der Seeleute wird in vielen Orten Islands mit zahlreichen öffentlichen Veranstaltungen gefeiert, darunter etwa Festgottesdiensten, Musikdarbietungen oder Open-Ship-Veranstaltungen. In Reykjavík besitzen die Feierlichkeiten den Charakter eines maritimen Volksfests für die ganze Familie, das 2023 von rund 40.000 Menschen besucht wurde.